# 伊夫·达科尔

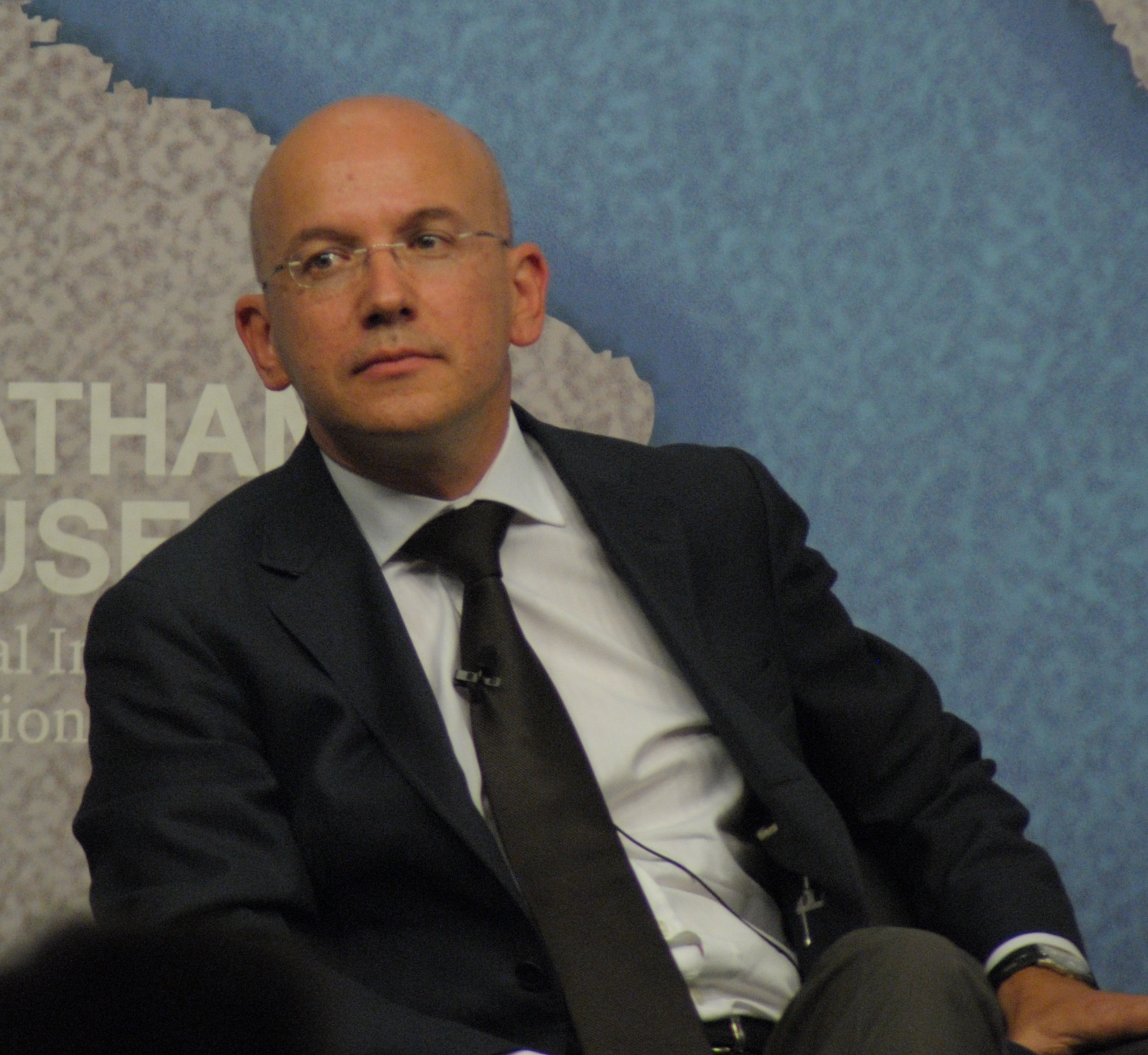
2014年，达科尔在查达姆研究所。

伊夫•达科尔 (于1964年生于瑞士苏黎世) 是红十字国际委员会指导委员会的总干事。
伊夫•达科尔拥有日内瓦大学的政治学学士学位。他曾是瑞士法语电视台的记者和制片人。
1992年他加入红十字国际委员会。  1997年，他担任国际人道法推广部副主任。 1998年，他被任命为交流部负责人，从2002年起担任交流部主任，  直至2010年7月1日成为总干事。
伊夫•达科尔已婚，有三个孩子。